# Ноттавей

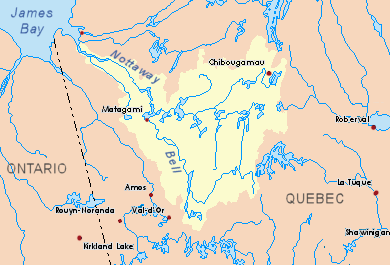
Мапа басейну річки

Ноттавей (фр. Rivière Nottaway, англ. Nottaway River) — річка в провінції Квебек (Канада).

## Географія
Річка бере початок в озері Матагамі на висоті 233 метрів над рівнем моря, тече в північно-західному напрямку, впадає в бухту Руперт затоки Джеймс в 17 км на південний захід від селища Уокаганіш. Довжина річки — 225 км (776 км з урахуванням приток Белл і Мегіскан). Площа її водозбірного басейну складає 65 800 км². Середньорічна витрата води — 1190 м³/с.
У 1870-х роках річка Ноттавей, з її швидкою течією і великим гідроенергетичним потенціалом, була досліджена канадським геологом Робертом Беллом.
У другій половині XX століття Ноттавей, разом з річками Бродбак і Руперт, спочатку передбачалося перекрити греблями і побудувати потужні гідроелектростанції, але в 1972 році було розпочато будівництво гідроелектростанцій на річках Ла-Гранд і Істмейн і Проект NBR (Ноттавей-Бродбак-Руперт) був відкладений на невизначений термін.

## Походження назви
У сімнадцятому столітті ірокези вторглися на територію алгонкинів біля затоки Джеймс уздовж цієї річки. Коли європейські картографи почали наносити річку на карту в кінці сімнадцятого століття, вони назвали її «Rivière des Iroquois» (річка ірокезів), як показано на картах Жана-Батіста-Луї Франкліна 1699 року, Гійома Делиля 1703 року і Ніколаса-Жака Белліна 1744 року. Різні форми назви «Nottaway» почали з'являтися з початку XVIII століття: «Noddaways» в 1715 році, «Nodaway» в 1743, «Nodaoay» і «Nodway» в 1744. Геологи Джеймс Річардсон і Альберт Пітер Лоу використовували назву «Notaway River» в своїх повідомленнях 1880 і 1885 років відповідно. Чинне найменування «Nottaway» було прийнято на початку двадцятого століття. Вважають, що ця назва виникла від алгонкінського слова nadowe («змія»), яким алгонкинськие племена звикли називати своїх ворогів, в тому числі і ірокезів. Крі називали річку «Natuweu Nipi», а ірокезька назва була «Nottaweou».